# Gordon H. Rodda
Gordon Henry Rodda, Jr. (* 25. Mai 1953) ist ein US-amerikanischer Herpetologe.

## Leben
Rodda erwarb 1975 den Bachelor of Arts in Organismischer Biologie an der University of Colorado at Boulder. Von 1978 bis 1981 befasste er sich mit der Navigation von Mississippi-Alligatoren in Florida und von Spitzkrokodilen in Panama. 1981 wurde er mit der Dissertation The Orientation and Navigation of Alligators: Evidence of Magnetic Sensitivity zum Ph.D. an der Cornell University promoviert. Von 1982 bis 1987 studierte er das Sozialverhalten von Grünen Leguanen in Venezuela. 1987 heiratete er Renee Jane Rondeau, die als Biologin arbeitet. Von 1987 bis 2012 führte er Studien über invasive Schlangen  durch, darunter über die Braune Nachtbaumnatter in Guam, über Abgottschlangen in Puerto Rico und Florida und über Wolfszahnnattern in Mauritius. Seit 2012 untersucht er die naturgeschichtlichen Merkmale tatsächlicher und potenziell invasiver Echsen.
1998 veröffentlichte er in Zusammenarbeit mit Hiroshi Tanaka das Buch Problem Snake Management: The Habu And The Brown Treesnake. 2020 erschien sein Werk Lizards of the World: Natural History and Taxon Accounts.
1992 gehörte Rodda zum Erstbeschreiberteam der Geckoart Lepidodactylus flaviocularis.
2010 wirkte er in der Folge Giant Pythons in America der Dokumentarreihe MonsterQuest mit.